# 로이드 C. 더글러스
로이드 C. 더글러스(Lloyd C. Douglas, 출생 당시 이름 : 도야 C. 더글러스/Doya C. Douglas, 1877년 8월 27일 ~ 1951년 2월 13일)은 미국의 작가이자 교역자이다. 그러나 더글러스는 50세가 되는 시점까지 최초의 소설을 작성한 적이 없었지만, 당대 들어 인기가 가장 높은 미국의 작가 중 하나로 손꼽힌다.

## 주요 작품
※ "화이트 배너스"를 제외한 나머지 작품은 그가 타계한 후 공개된 작품이다.
- 《화이트 배너스》 (각본, 1938)
- 《성의》 (1953)
- 《마음의 등불》 (1954)
- 《데미트리아스》 (1954)
- 《빅 피셔맨》 (1959)

## 참고 문헌
- Douglas, Lloyd C (1951), 《Time to Remember》, Boston: Houghton Mifflin.
- Dawson, VD; Wilson, BD (1952), 《The Shape of Sunday: An Intimate Biography of Lloyd C Douglas》 (by his daughters).
- Lentz, H Max (1902), 《A History of the Lutheran Churches in Boone County, Kentucky, together with Sketches of the Pastors Who Have Served Them》, York, PA: Anstadt & Sons, 80–83쪽.
- Sheaffer, Louis, 〈Lloyd Cassel Douglas〉, 《Dictionary of American Biography》, 181–182 (Supplement 5)쪽.